# Агроинформатика
Агроинформатика — наука, исследующая информационные процессы, протекающие в агроэкосистемах, а также возможности использования накопленных знаний при оптимизации функционирования территориальных комплексов различного уровня.

## Задачи агроинформатики
- прогноз эффективности использования природных ресурсов (в том числе почвенных, земельных, агроклиматических); информационная поддержка управления отраслями агропромышленного комплекса, обеспечивающая «устойчивое» (сбалансированное, постоянно поддерживаемое) развитие сельского хозяйства;
- разработка адаптивных почвосберегающих агротехнологий и современных биотехнологий;
- оптимизация применения средств химизации земледелия; агроэкологическая экспертиза и оценка воздействия на окружающую среду.

## Агроинформатика в России
Единственная в России кафедра агроинформатики находится на факультете почвоведения МГУ имени М. В. Ломоносова.

## Агроинформатик
Человек, занимающийся агроинформатикой. Другое название профессии — агрокибернетик. Специализируется на автоматизации аграрных работ. Также создают современное оборудование и программное обеспечение. В основном, в профессию приходят люди из физики и биологии. 